# Longtang, Chongqing
Longtang (kinesiska: 龙塘) är en socken i sydvästra Kina. Den ligger i Pengshui härad i storstadsområdet Chongqing, omkring 150 kilometer öster om det centrala stadsdistriktet Yuzhong. Antalet invånare är 5 280. Befolkningen består av 2 502 kvinnor och 2 778 män. Barn under 15 år utgör 25,0 %, vuxna 15-64 år 58 %, och äldre över 65 år 15,0 %.